# 北海道道699号室蘭港線

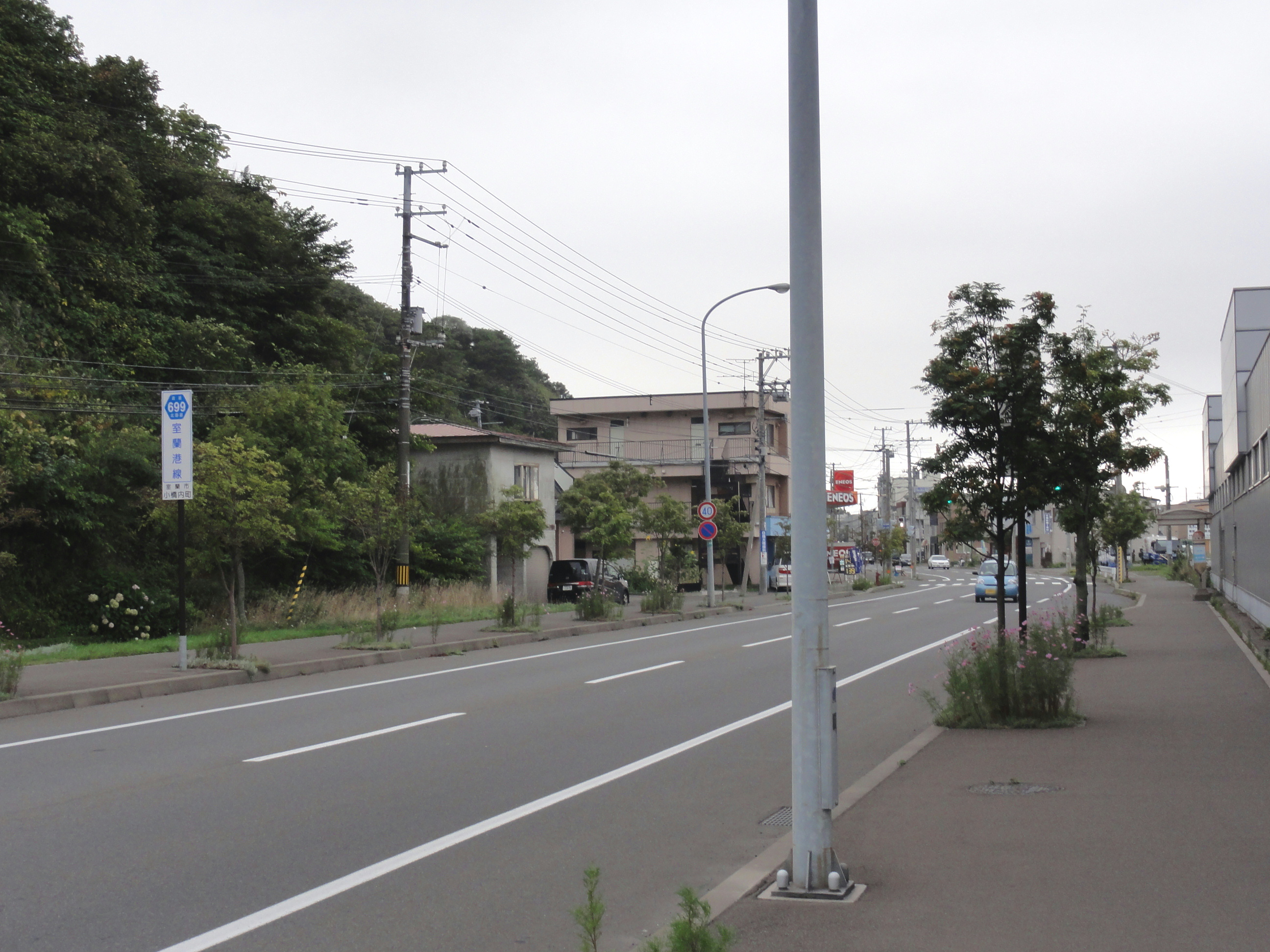
室蘭市小橋内町の付近（2012年9月）

北海道道699号室蘭港線（ほっかいどうどう699ごう むろらんこうせん）は、北海道室蘭市内を結ぶ一般道道（北海道道）である。

## 概要

### 路線データ
- 起点：北海道室蘭市祝津町1丁目（国道37号交点、室蘭港）
- 終点：北海道室蘭市山手町1丁目（国道36号交点）
- 路線延長：4.0 km

## 歴史
- 1971年（昭和46年）3月31日 路線認定[1]。

## 地理

### 通過する自治体
- 胆振総合振興局
  - 室蘭市

### 交差する道路
室蘭市
- 国道37号（白鳥新道） - 祝津町1丁目（起点）
- 北海道道844号祝津西小路中央線 - 祝津町2丁目、中央町4丁目
- 北海道道919号中央東線 - 中央町3丁目
- 国道36号（室蘭新道） - 山手町1丁目（終点）

### 沿線にある施設など
室蘭市
- 白鳥大橋 - 室蘭港
- セブン-イレブン室蘭港南町店 - 港南町1丁目6-7
- 室蘭信用金庫小橋内支店 - 築地町138-9
- 室蘭警察署祝津警備派出所 - 築地町138-11
- 室蘭築地郵便局 - 築地町138-67
- 小橋内児童遊園地 - 小橋内町1丁目
- ローソン室蘭海岸町店 - 海岸町1丁目20-35
- 胆振総合振興局 - 海岸町1丁目4-1
- 室蘭信用金庫本店 - 海岸町1丁目4-1
- ローソン室蘭海岸町二丁目店 - 海岸町2丁目4-8
- 室蘭郵便局 - 中央町1丁目1-10
- ローソン室蘭中央町二丁目店 - 中央町2丁目57
- セブン-イレブン室蘭中央町店 - 中央町3丁目2-1
- JR北海道 室蘭本線 室蘭駅 - 中央町4丁目
- 北海道銀行室蘭駅前支店 - 中央町4丁目1-1
- コープさっぽろしが驛前店 - 中央町4丁目1-1
- スーパーアークス室蘭中央店 - 中央町3丁目1-8
- NHK室蘭放送局 - 山手町1丁目3-50